# Классика федерации велоспорта Венесуэлы (женская)
Классика федерации велоспорта Венесуэлы (исп. Clasico de la Federacion Venezolana de Ciclismo) — шоссейная однодневная велогонка, проходившая по территории Венесуэлы с 2008 по 2016 год.

## История
Гонка была создана в 2008 году одновременно с Кубком федерации велоспорта Венесуэлы (ФВВ) и сразу вошла в Женский мировой шоссейный календарь UCI в котором проводилась на протяжении всей своей истории. Но сама гонка проводилась не ежегодно.
Первые три издания также известные под названием Clasico Aniversario de La Federacion Venezolana de Ciclismo проводились накануне Кубка ФВВ. Последующие три издания также известные под названием Clasico FVCiclismo Corre Por la VIDA проводились на следующий день после Кубка ФВВ. В 2016 году помимо Кубка ФВВ, прошла также вместе с Гран-премио Венесуэлы и Гран-при Венесуэлы.
Маршрут гонки проходил в городе Гуанаре (штат Португеса), за исключением 2016 года когда дистанция была проложена по авеню Ромуло Гальегоса в городе Валье-де-Ла-Паскуа (штат Гуарико). Общая протяжённость дистанции в первый год составила 46 км, а в последующие от 78 до 88 км.
Рекордсменкой с двумя победами стала венесуэлка Энджи Гонсалес.

## Призёры
| Год  | Победитель            | Второй             | Третий          |
| ---- | --------------------- | ------------------ | --------------- |
| 2008 | Энджи Гонсалес        | Янильдес Фернандеш | Карелия Мачадо  |
| 2011 | Энджи Гонсалес        | Даниэлис Гарсия    | Мария Брисеньо  |
| 2012 | Майра Дель Росио Роча | Энджи Гонсалес     | Лилибет Чакон   |
| 2014 | Зуралмы Ривас         | Глейдимар Тапиа    | Энджи Гонсалес  |
| 2015 | Паола Муньос          | Ингрид Поррас      | Глейдимар Тапиа |
| 2016 | Даниэлис Гарсия       | София Арреола      | Мириам Нуньес   |